# SBV 피테서
스티흐팅 베타발트 풋발 피테서(Stichting Betaald Voetbal Vitesse), 약칭 피테서(Vitesse)는 헬데를란트주 아른험을 연고로 하는 네덜란드의 축구 팀으로 1892년 5월 14일에 창단 되었으며 현재 에이르스터 디비시에 참가하고 있다.

## 성적
- 에이르스터 디비시: 우승 2회 (1977, 1989)
- KNVB컵: 우승 1회(2017),  준우승 3회 (1912, 1927, 1990)
- 트베이더 디비시: 우승 1회 (1966)

## 선수 명단

### 현역
참고: FIFA 자격 규정에 따라 소속된 국가대표팀 국기를 표시합니다. 선수는 복수의 FIFA 비회원국 국적을 가지고 있을 수 있습니다.
| 번호 | 포지션 | 국적              | 이름                |
| ---- | ------ | ----------------- | ------------------- |
| 9    | FW     | 남아프리카 공화국 | 시몬 반 다위벤부덴  |
| 17   | FW     |                   | 테오도시스 마체라스 |
| 20   | MF     | 조지아            | 이라클리 예고이안   |

| 번호 | 포지션 | 국적 | 이름 |
| ---- | ------ | ---- | ---- |

## 역대 감독
| 감독            | 임기        |
| --------------- | ----------- |
| 레오 베인하커르 | 1996 ~ 1997 |
| 아르투르 조르즈 | 1998        |
| 로날트 쿠만     | 2000 ~ 2001 |
| 프레드 뤼턴     | 2012 ~ 2013 |
| 페터르 보스     | 2013 ~ 2016 |
| 필립 코퀴       | 2022 ~ 2023 |

## 같이 보기
- 헬러돔